# Theodor Eisenhamr
Theodor Eisenhamr, též Teodor Eisenhamr (1. července 1884 Hřivčice – 9. listopadu 1937) byl československý politik a meziválečný poslanec Národního shromáždění za Československou národní demokracii.

## Biografie
Na Slovensko přišel roku 1919. Stal se známou osobností politického a veřejného života v Košicích. Byl aktivní v Československé národní demokracii. Podle údajů k roku 1934 byl profesí úředníkem ředitelství Československých státních dráh v Košicích.
Po parlamentních volbách v roce 1929 získal za Československou národní demokracii poslanecké křeslo v Národním shromáždění. Mandát ale nabyl až dodatečně, v roce 1934, jako náhradník poté, co rezignoval poslanec Milan Ivanka.
Zemřel v listopadu 1937. Pohřeb se konal 11. listopadu 1937 v Košicích.